# جائزة داف كوبر
جائزة داف كوبر هي جائزة أدبية تُمنح سنويًا لأفضل عمل في التاريخ أو السيرة الذاتية أو العلوم السياسية أو الشعر في بعض الأحيان، يُنشر بالإنجليزية أو الفرنسية. تم إنشاء الجائزة تكريما لدوف كوبر، الدبلوماسي البريطاني وعضو مجلس الوزراء والمؤلف. مُنحت الجائزة لأول مرة في عام 1956 إلى آلان مورهيد عن جائزة جاليبولي. في الوقت الحاضر، يتلقى الفائز نسخة من الطبعة الأولى من السيرة الذاتية لداف كوبر بقيمة 5000 جنيه إسترليني.

## لمحة عامة
بعد وفاة داف كوبر عام 1954، قررت مجموعة من أصدقائه إنشاء صندوق استئماني لمنحه جائزة أدبية في ذاكرته. الثقة يعين خمسة قضاة. اثنان منهم بحكم المنصب: واردن أوف نيو كوليدج، أكسفورد، وعضو في عائلة داف كوبر (في البداية، ابن داف كوبر، جون جوليوس نورويتش لأول ستة وثلاثين عامًا، ثم ابنة جون جوليوس، أرتميس كوبر). يعمل القضاة الثلاثة الآخرون المعينون من قبل الصندوق لمدة خمس سنوات ويقومون بتعيين خلفائهم. كان القضاة الثلاثة الأوائل موريس بورا وسيريل كونولي وريموند مورتيمر. في الوقت الحاضر، القضاة الثلاثة المعينون هم الكاتب وكاتب السيرة الذاتية باتريك مارنهام، والناقد السينمائي جون مأكبراتني، والمحرر ليندساي دوجويد.
منذ عام 2013، عُرفت الجائزة باسم جائزة بول روجر داف كوبر، بعد رعاية بول روجر.

## الفائزون
المصدر: جائزة داف كوبر نسخة محفوظة 12 سبتمبر 2019 على موقع واي باك مشين.
- 1956 آلان مورهيد.
- 1957 لورانس داريل، عن عمله ليمون مر.
- 1958 جون بيجمان.
- 1959 باتريك لي فيرمور.
- 1960 أنريو لونغ.
- 1961 جوسلين باينس.
- 1962 مايكل هوارد.
- 1963 أيلين وارد.
- 1964 إيفان موريس.
- 1965 جورج باينتر.
- 1966 نيراد تشودهوري.
- 1967 ج. أز بيكر.
- 1968 روي فولر.
- 1969 جون غروس.
- 1970 إنياد ماكلود.
- 1971 جيوفري كريسغون.
- 1972 كوينتين بيل.
- 1973 روبن لان فوكس.
- 1974 جون ستالوورثي.
- 1975 شيموس هيني.
- 1976 دينيس ماك سميث.
- 1977 إيز آر. دودز.
- 1978 مارك غيروارد.
- 1979 جيوفري هيل.
- 1980 روبرت برنارد مارتن.
- 1981 فيكتوريا جلينديننغ.
- 1982 ريتشارد إلمان.
- 1983 بيتر بورتر.
- 1984 هيلاري سبورلينغ.
- 1985 آن ثوايت.
- 1986 ألان كراوفورد.
- 1987 روبرت هيوز.
- 1988 همفري كاربندر.
- 1989 يان جيبسون.
- 1990 هونغ سيشل وميرابل سيشل.
- 1991 راي مونك.
- 1992 بيتر هينيسي.
- 1993 جون كيغان، عن عمله تاريخ من الحروب.
- 1994 ديفيد جيلمور.
- 1995 جيتا سيريني.
- 1996 ديارمايد ماكولوتش.
- 1997 جيمس بوتشان.
- 1998 ريتشارد هولمز.
- 1999 آدم هوتشايلد.
- 2000 روبرت سكايدلسكاي.
- 2001 مارغريت ماكيلان.
- 2002 جون ريدلي.
- 2003 آن أبلباوم.
- 2004 مارك مازوفير.
- 2005 مايا جازانوف.
- 2006 ويليام داريمبل.
- 2007 غراهام روب.
- 2008 كاي بيرد.
- 2009 روبرت سيرفيس.
- 2010 سارة بيكويل.
- 2011 روبرت دوغلاس فايرهورست.
- 2012 سو بريدو.
- 2013 لوسي هوجز هالت.
- 2014 باتريك مغوينيس.
- 2015 يان بوستريج.
- 2016 كريستوفر دي هامل.
- 2017 آن أبلباوم.
- 2018 جوليان تي جاكسون.
- 2019 جون بارتون.
- 2020 جوديث هيرين.

## روابط خارجية
- جائزة داف كوبر